# Kuna (trib)

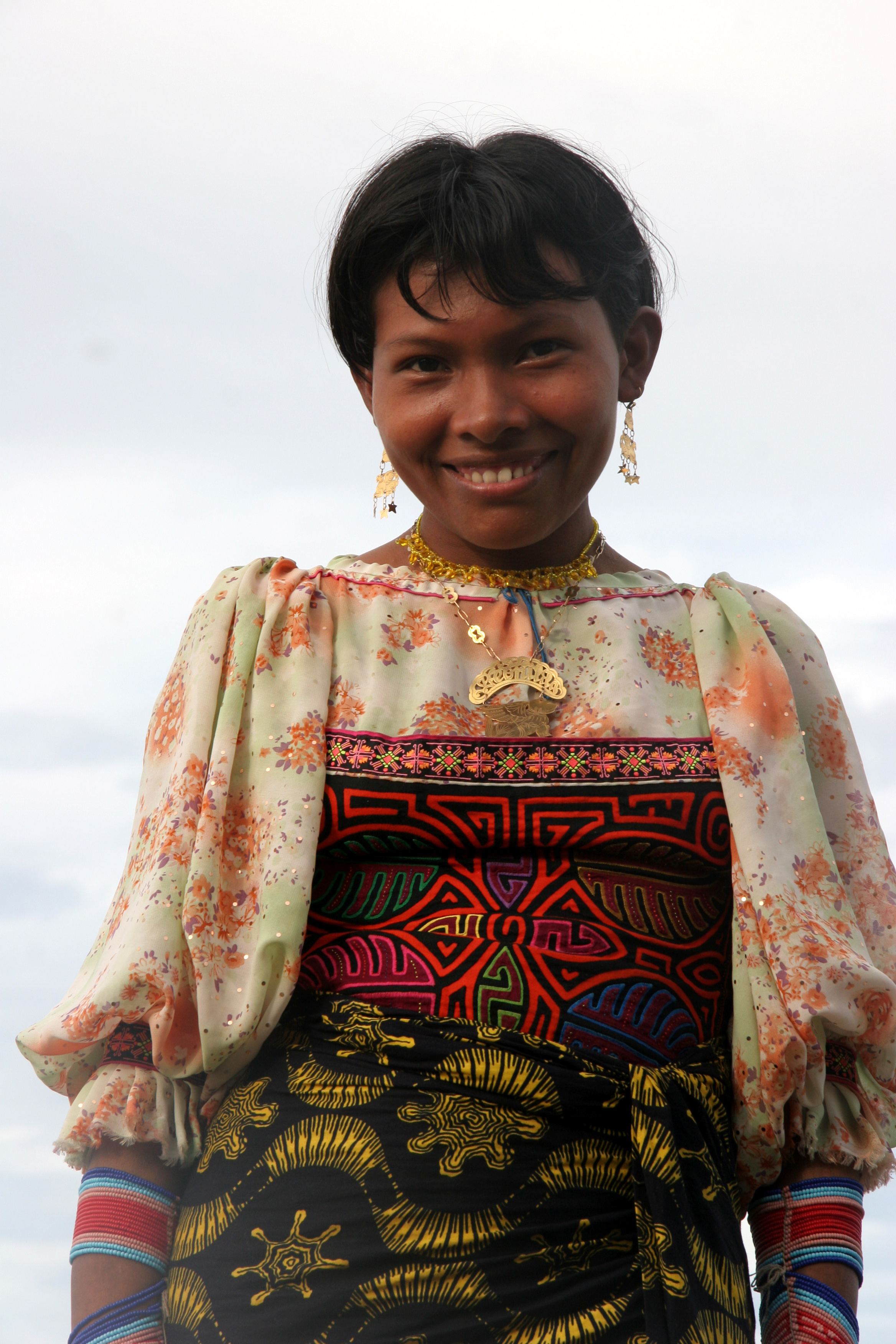
O femeie tânără din tribul Kuna

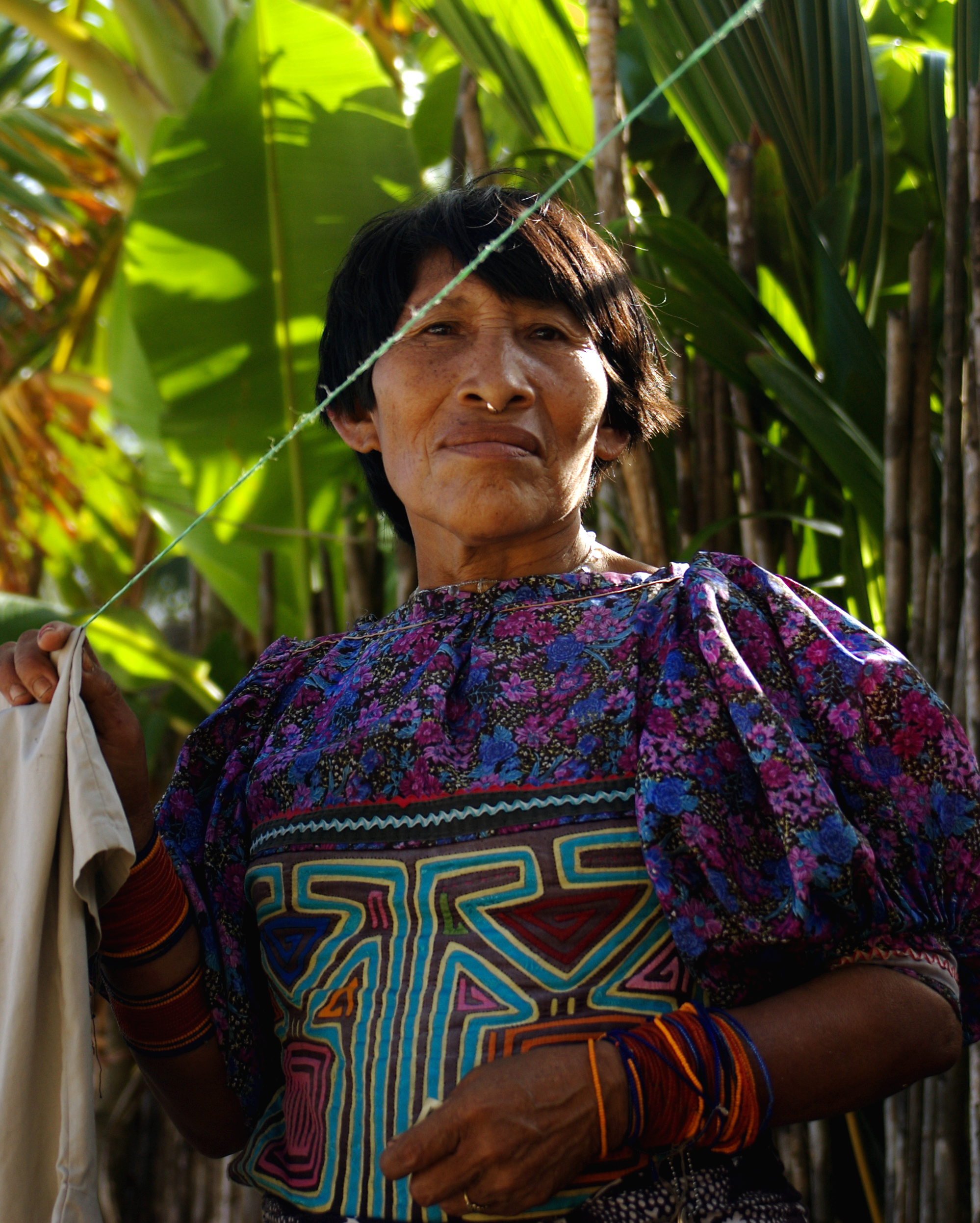
O femeie Kuna purtând mola stă lângă o frânghie cu rufe, în Kuna Yala, din Panama.

Kuna sau Cuna este un grup etnic amerindian din Panama care beneficiază de un regim de autonomie teritorială (comarcas).
Abya Yala, numele continentului american dat de către tribul kuna, a fost adoptat în 1992 de națiunile indigene din America pentru a desemna acest continent în locul denumirii pornind de la Amerigo Vespucci. 
Ei trăiesc mai ales în insulele San Blas și sunt în număr de circa 50.000 de indivizi.